# Hofanlage Sieben-Bösen-Weg 7
Die Hofanlage Sieben-Bösen-Weg 7 in Elsfleth-Moorriem, Bauerschaft Nordermoor, stammt vom 19. und Anfang des 20. Jahrhunderts.

Aktuell (2023) wird sie als Wohnhaus und landwirtschaftlich genutzt.
Die Gebäude stehen unter Denkmalschutz (siehe auch Liste der Baudenkmale in Elsfleth).

## Geschichte
Die Marschhufensiedlung Moorriem mit dem nördlichen Nordermoor erstreckt sich über etwa 16 Kilometer, wurde nach 1062 gegründet und erhielt im 14. Jahrhundert die heutige Struktur mit den schmalen, extrem langgestreckten Parzellen. Im Abstand von ca. 50 bis 100 Metern liegen westlich der Ortsstraße zahlreiche Hofstellen auf Wurten. Die Höfe Sieben-Bösen-Weg 1 bis 7 liegen weiter westlich von der Hauptstraße als die übrigen Höfe der Bauerschaft.
Die Hofanlage auf einer Wurt auf einem sehr tiefen, baumbestandenen Grundstück besteht aus
- dem eingeschossigen giebelständigen Wohn- und Wirtschaftsgebäude von 1904 (Inschrift) als Zweiständer-Hallenhaus in Backstein, mit Krüppelwalmdach und Niedersachsengiebeln sowie der Grooten Door, segmentbogigen Öffnungen, Traufgesimsen und Rahmungen der Fensterbögen,
  - dem südlichen Stallanbau am Wirtschaftsgiebel in Backstein mit Krüppelwalmdach,[2]
- der eingeschossigen giebelständigen Scheune aus der Mitte des 19. Jahrhunderts in Fachwerk mit Steinausfachungen und Ankerbalkenkonstruktion, mit Walmdach und Querdurchfahrt,[3]
- der langen Zufahrt zum Wohn- und Wirtschaftsgebäude
- sowie weiteren nicht denkmalgeschützten Nebenanlagen.

Das Landesdenkmalamt befand: „… geschichtliche und städtebauliche Bedeutung … In ortstypischer Weise zeigen die Wirtschaftsgiebel der vier parallel stehenden Wohn-/Wirtschaftsgebäude – drei Hallenhäuser und ein Gulfhaus … die Parzellen … zeigen die baugeschichtliche Entwicklung und regionale Ausprägung des Hallenhauses, zu dem als Alternative im späten 19. Jh. das Gulfhaus friesischen Ursprungs hinzukam. … .“
Die Hofanlage ähnelt den benachbarten Hofanlagen Nr. 1 und Nr. 5.